# IEEE 802.7
IEEE 802.7 — під-стандарт стандарту IEEE 802, який охоплює широкосмугові локальні мережі. Робоча група опублікувала рекомендацію ще у 1989 році, однак, у наш час[коли?] група не працює і робота над стандартом заморожена.